# حارة الأمير (ذمار)
حارة الأمير هي إحدى حارات مدينة ذمار التابعة لمحافظة ذمار، بلغ تعداد سكانها 2,658 نسمة حسب تعداد اليمن لعام 2004.